# May Avril
Pour les articles homonymes, voir Avril (homonymie).
May Avril était une danseuse et actrice populaire de nationalité française qui fit une carrière importante en Argentine dans les années 1960, comme Paulette Christian et Xenia Monty.

## Galerie

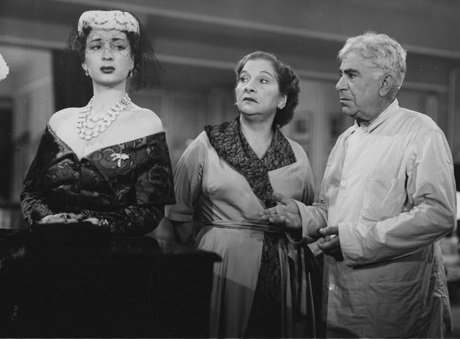
Mai Avril avec Leonor Rinaldi (1894-1977) et Francisco Álvarez (1892-1960) dans Mi marido hoy no duerme en casa (1955).